# Lestes ochraceus
Lestes ochraceus – gatunek ważki z rodziny pałątkowatych (Lestidae).